# Понєдєльнік Віктор Володимирович
Віктор Володимирович Понєдєльнік (рос. Виктор Владимирович Понедельник, 22 травня 1937, Ростов-на-Дону — 5 грудня 2020) — радянський футболіст, що грав на позиції нападника. По завершенні ігрової кар'єри — футбольний тренер.
Виступав, зокрема, за клуб СКА (Ростов-на-Дону), а також національну збірну СРСР.
У складі збірної — чемпіон Європи.

## Клубна кар'єра
У дорослому футболі дебютував 1956 року виступами за команду клубу «Ростсільмаш», в якій провів три сезони, взявши участь у 58 матчах чемпіонату. 
Згодом з 1958 по 1960 рік грав у складі команди СКА (Ростов-на-Дону). 
1961 року перейшов до московського ЦСКА, проте не зіграв за московських армійців жодної гри.
Того ж 1961 року повернувся до СКА (Ростов-на-Дону). Відіграв за ростовських армійців ще п'ять сезонів своєї ігрової кар'єри. Більшість часу, проведеного у складі ростовського СКА, був основним гравцем атакувальної ланки команди.
Завершив ігрову кар'єру у клубі «Спартак» (Москва), до якого перейшов 1966 року. Провів з командою передсезонні збори, проте так й не дебютував у її складі в офіційних матчах, спочатку через дискваліфікацію, а згодом через рішення завершити виступи на футбольному полі.

## Виступи за збірну
1960 року дебютував в офіційних матчах у складі національної збірної СРСР. Протягом кар'єри у національній команді, яка тривала 7 років, провів у формі головної команди країни 29 матчів, забивши 20 голів.
У складі збірної був учасником чемпіонату Європи 1960 року у Франції, де радянські футболісти стали континентальними чемпіонами, чемпіонату світу 1962 року у Чилі, а також чемпіонату Європи 1964 року в Іспанії, де разом з командою здобув «срібло».

## Після завершення кар'єри
Невдовзі по завершенні кар'єри гравця, 1969 року, очолив тренерський штаб клубу «Ростсільмаш», в якому пропрацював лише один рік.
В подальшому присвятив себе спортивній журналістиці. Працював у газеті «Советский спорт», в редакції якої протягом 1969—1983 років був завідувачем відділу футболу. У 1984—1990 роках був головним редактором щотижневика «Футбол-Хокей».
Написав 4 книги на футбольну тематику.

## Титули і нагороди
- Чемпіон Європи: 1960
- Віце-чемпіон Європи: 1964
- Найкращий футболіст чемпіонату Європи: 1960 (2 голи, разом з Дражаном Єрковичем, Валентином Івановим, Міланом Галичем, Франсуа Еттом)
- Заслужений майстер спорту СРСР (1965)
- Нагороджений орденом «Знак Пошани» (1980)
- Кавалер «Ордена Дружби» (Росія) (1997)